# Renault Type JT
Der Renault Type JT war ein Personenkraftwagenmodell der Zwischenkriegszeit von Renault. Er wurde auch 12 CV genannt.

## Beschreibung
Die nationale Zulassungsbehörde erteilte am 14. März 1922 seine Zulassung. Als sportliche Variante des Renault Type JM hatte das Modell weder Vorgänger noch Nachfolger.
Der wassergekühlte Vierzylindermotor mit 80 mm Bohrung und 140 mm Hub hatte 2815 cm³ Hubraum. Die Motorleistung wurde über eine Kardanwelle an die Hinterachse geleitet. Die Höchstgeschwindigkeit war je nach Übersetzung mit 44 km/h bis 60 km/h angegeben.
Bei einem Radstand von wahlweise 319,5 cm oder 338,8 cm und einer Spurweite von 144 cm war das Fahrzeug 419 cm bzw. 438,3 cm lang und 165,5 cm breit. Der Wendekreis war mit 11 Metern angegeben. Das Fahrgestell wog 1150 kg, das Komplettfahrzeug 1600 kg. Zur Wahl standen Torpedo und Limousine.
Zunächst kostete das Fahrgestell 25.000 Franc, ein Torpedo 30.000 Franc, ein Coupé (vermutlich Coupé-Limousine) 35.000 Franc und eine Limousine 36.000 Franc. Im Oktober 1922 betrug der Preis für ein Torpedo 35.000 Franc.
Der Kühler war hinter dem Motor angeordnet. Zunächst verfügte dieses Modell – wie alle Renault-Modelle seit rund 20 Jahren – über eine schmale Motorhaube, bei der der Kühler seitlich überstand. Es gab dieses Modell aber auch bereits in der neuen Version, bei der Motorhaube und Kühler gleich breit und gleich hoch waren. 